# Сесе, Айлама
Айлама Сесе Монтальво (исп. Ailama Cesé Montalvo; род. 29 октября 2000, Сан-Хосе-де-лас-Лахас, пров. Маябеке, Куба) — кубинская волейболистка, нападающая-доигровщица.

## Биография
С 2015 на протяжении четырёх сезонов выступала за команду родной провинции Маябеке в кубинских национальных соревнованиях. В 2019 заключила контракт с российским ВК «Уралочка».
В 2015—2019 выступала за сборные Кубы, причём в 2017 году сразу за четыре из них — юниорскую, молодёжные двух возрастов и национальную. 8 раз выигрывала медали соревнований континентального уровня в составе юниорской и двух молодёжных сборных страны, а также неоднократно признавалась лучшей в различных номинациях на этих турнирах. С 2017 — игрок национальной команды Кубы, в составе которой участвовала в чемпионате мира 2018, Центральноамериканских и Карибских играх 2018 и розыгрышах Панамериканского Кубка (2017 и 2018).

### Клубная карьера
- 2015—2019 —  «Маябеке» (Сан-Хосе-де-лас-Лахас);
- 2019—2021 —  «Уралочка»-2-УрГЭУ (Свердловская область);
- 2019—2022 —  «Уралочка-НТМК» (Свердловская область);
- 2022—2023 —  «Рапид» (Бухарест);
- 2023—2024 —  «Иль Бизонте Фиренце» (Сан-Кашано);
- с 2024 —  «Бергамо» (Бергамо)

## Достижения

### Клубные
- серебряный призёр чемпионата России 2022.

### Со сборными Кубы
- двукратный бронзовый призёр розыгрышей Панамериканского Кубка среди старших молодёжных команд (до 23 лет) — 2016, 2018.
- победитель (2019) и бронзовый призёр (2017) розыгрышей Панамериканского Кубка среди молодёжных команд (до 20 лет).
- серебряный 2017) и бронзовый (2015) призёр розыгрышей Панамериканского Кубка среди девушек (до 18 лет).
- бронзовый призёр Кубка «Финал четырёх» среди молодёжных команд 2018.
- бронзовый призёр Кубка «Финал четырёх» среди девушек 2017.

### Индивидуальные
- 2017: лучшая доигровщица (одна из двух) Панамериканского Кубка среди девушек.
- 2017: лучшая доигровщица (одна из двух) Кубка «Финал четырёх» среди девушек.
- 2017: лучшая на приёме розыгрыша Панамериканского Кубка среди девушек.
- 2018: лучшая на подаче розыгрыша Панамериканского Кубка среди старших молодёжных команд.
- 2018: лучшая на приёме чемпионата NORCECA среди молодёжных команд.
- 2018: лучшая доигровщица (одна из двух) Кубка «Финал четырёх» среди молодёжных команд.
- 2019: MVP, лучшая доигровщица (одна из двух) и самая результативная розыгрыша Панамериканского Кубка среди молодёжных команд.